# カールスルーエ・シュタットバーンGT8-100D/2S-M形電車
GT8-100D/2S-M形は、カールスルーエの路面電車（カールスルーエ市電）と鉄道線（ドイツ鉄道）を直通運転するトラムトレイン（カールスルーエ・モデル）で使用されている電車（交直流電車）。従来の車両から車体や機器など複数の改良が加えられている。

## 概要
1992年から本格的な営業運転を開始した、カールスルーエ市電と現在のドイツ鉄道を直通するトラムトレイン（カールスルーエ・モデル）で使用される車両のうち、2世代目にあたる形式。両運転台の3車体連接車で、前後車体の端部に設置されている台車に電機子チョッパ制御方式に対応した三相誘導電動機が2基ずつ設置されている。この主電動機は1世代目にあたるGT8-100C/2S形が搭載していた直流電動機と比べて小型化しており、次に述べる床上高さの低下にも貢献している。車体も従来の車両からデザインが変更され、先頭部は丸みを帯びている。
主電動機の小型化に伴う台車の設計変更に伴い、車内の床上高さは1世代目の車両よりも低い880 mm、乗降扉付近は550 mmとなっている。これにより、乗降時にはプラットホームが低い路面電車区間、ホームが高い鉄道区間の双方ともホームと車両間の段差の高さを減らす事が可能となり、バリアフリーへの対応が行われている。また、台車の軸距も短縮しており、路面電車区間の曲線走行時の摩耗が減少している。
1997年から2005年にかけて86両（837 - 922）が製造され、2022年時点で全車ともアルブタール交通が所有する。単独での運用に加えて連結運転（総括制御運転）も行われており、GT8-100C/2S形と編成を組む運用も存在する。営業運転時は最大2両（路面電車区間）および3両編成（鉄道区間）で走行する他、設計上は最大5両まで連結する事が可能となっている。
- 車内（841）
- 連結運転（2007年撮影）

## 車種
GT8-100D/2S-M形は製造年によって幾つかの設計変更が実施されており、以下のような構造の差異が存在する。
- 837 - 844、849 - 857 - 1997年に製造。
- 845 - 848 - 1997年に製造。窓の大きさが屋根方向に拡大したパノラマ構造の中間車体が連結されている他、車内には供食設備が設置されており、「レギオビストロ(Regiobistro)」とも呼ばれている。また車内にはトイレが設置されている。
- 858 - 877 - 1999 - 2000年に製造。
- 878 - 899 - 2002 - 2003年に製造。中間車体がパノラマ構造となっている。
- 900 - 922 - 2004 - 2005年に製造。中間車体がパノラマ構造となっている他、長距離区間での運用に対応するため車内にトイレが設置されている。

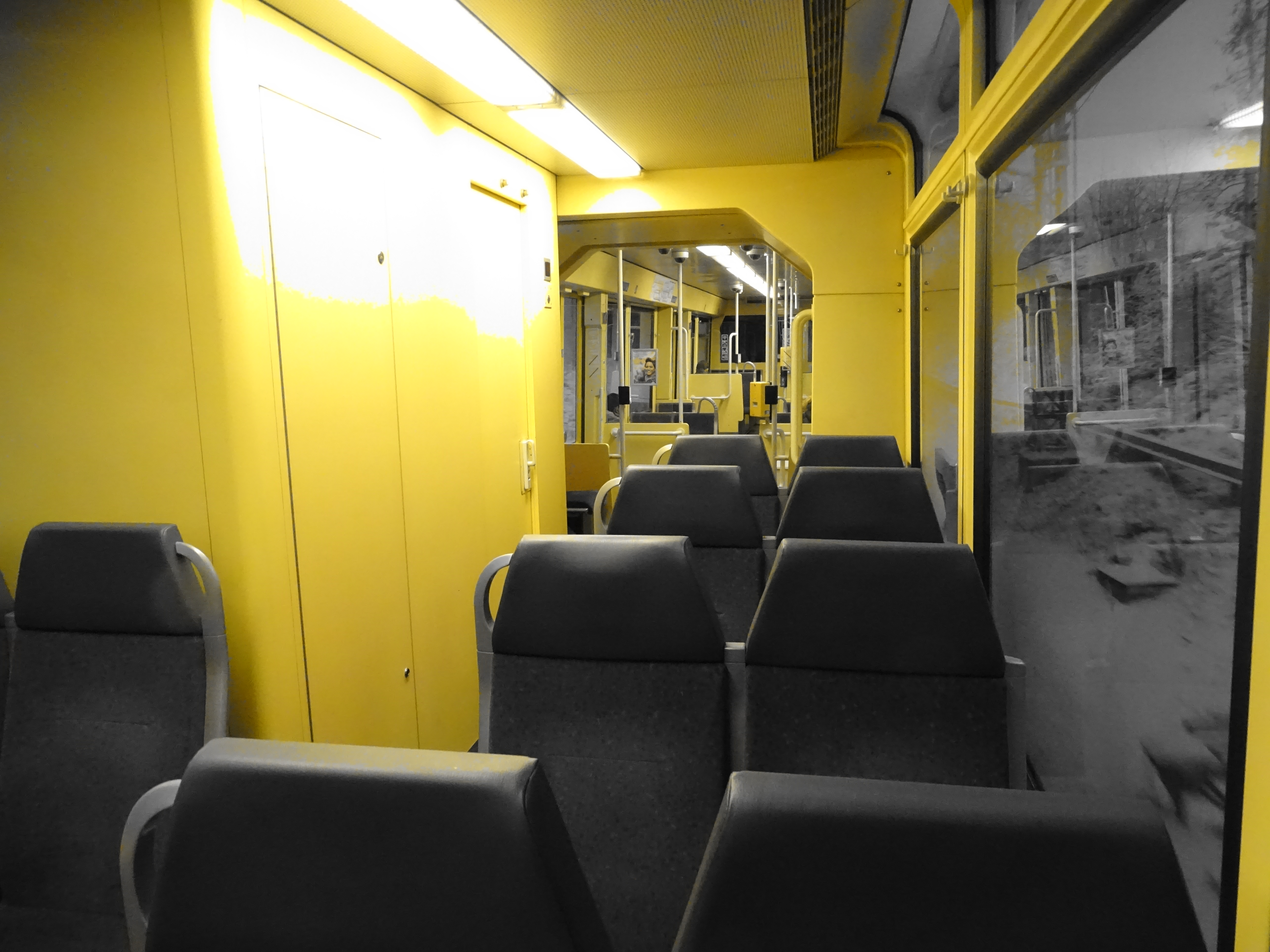
846 "レギオビストロ"（登場時）
（2006年撮影）
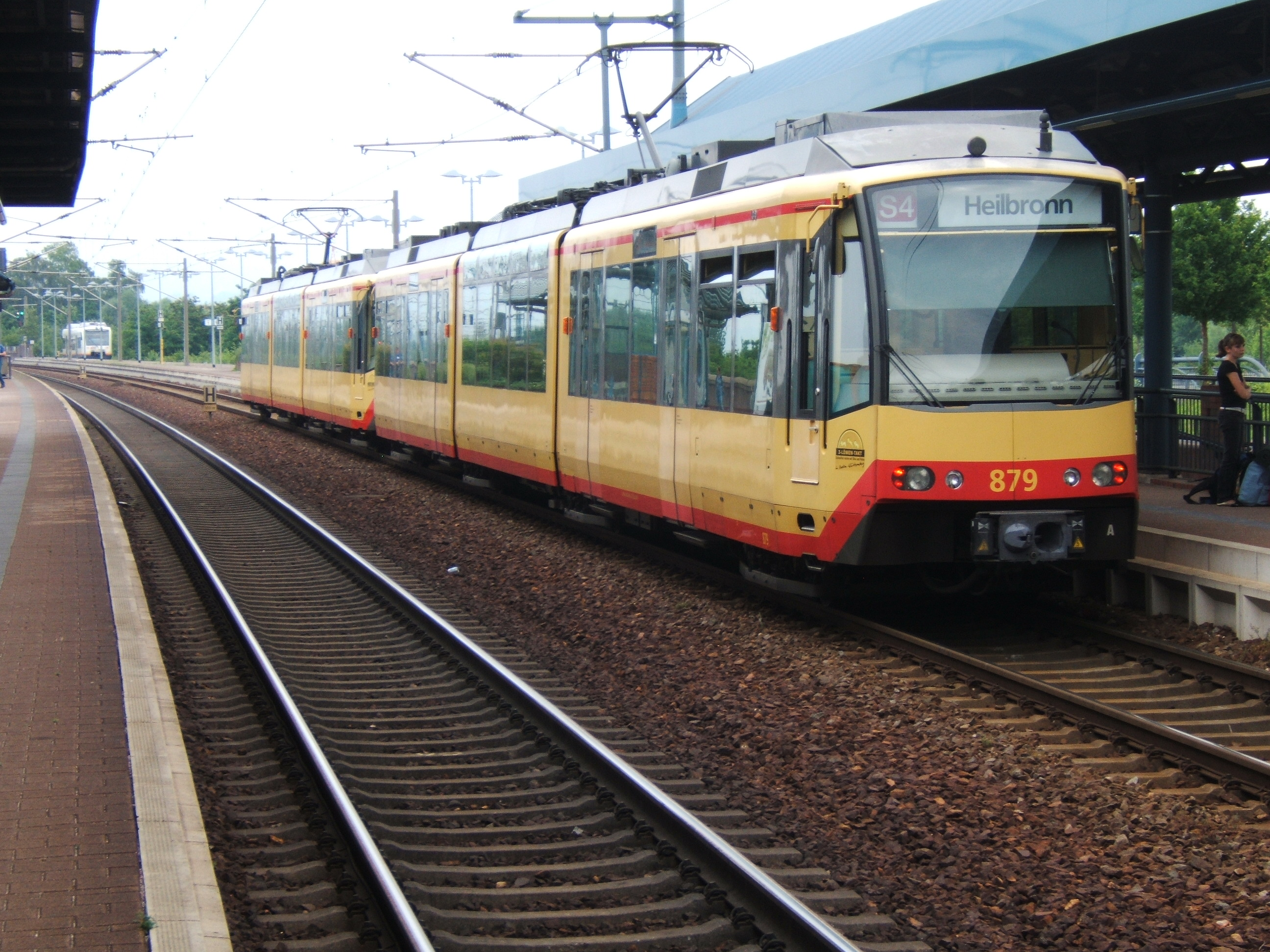
850
（1999年撮影）
- 858
（1999年撮影）

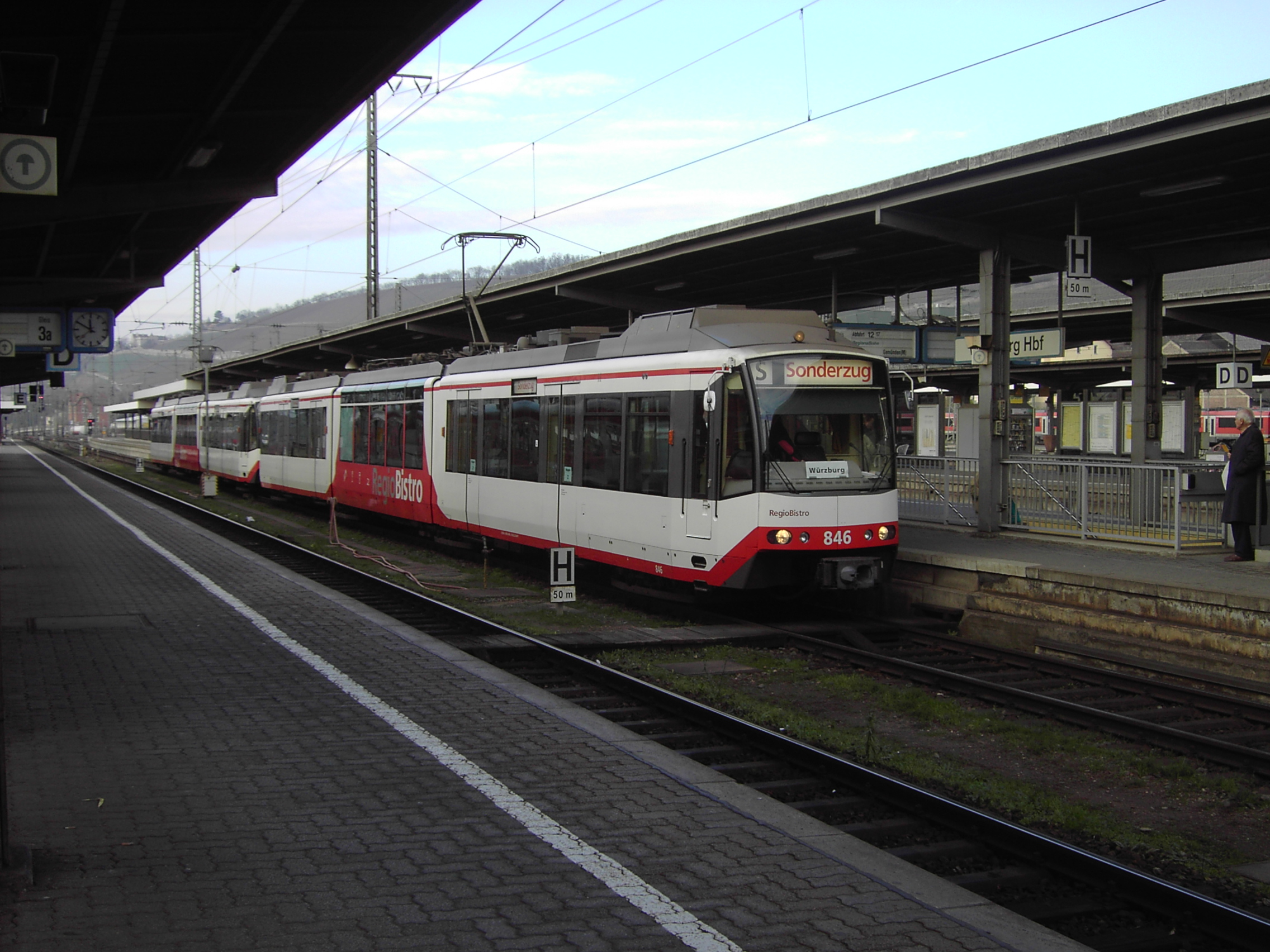
865 （2005年撮影）
- 888
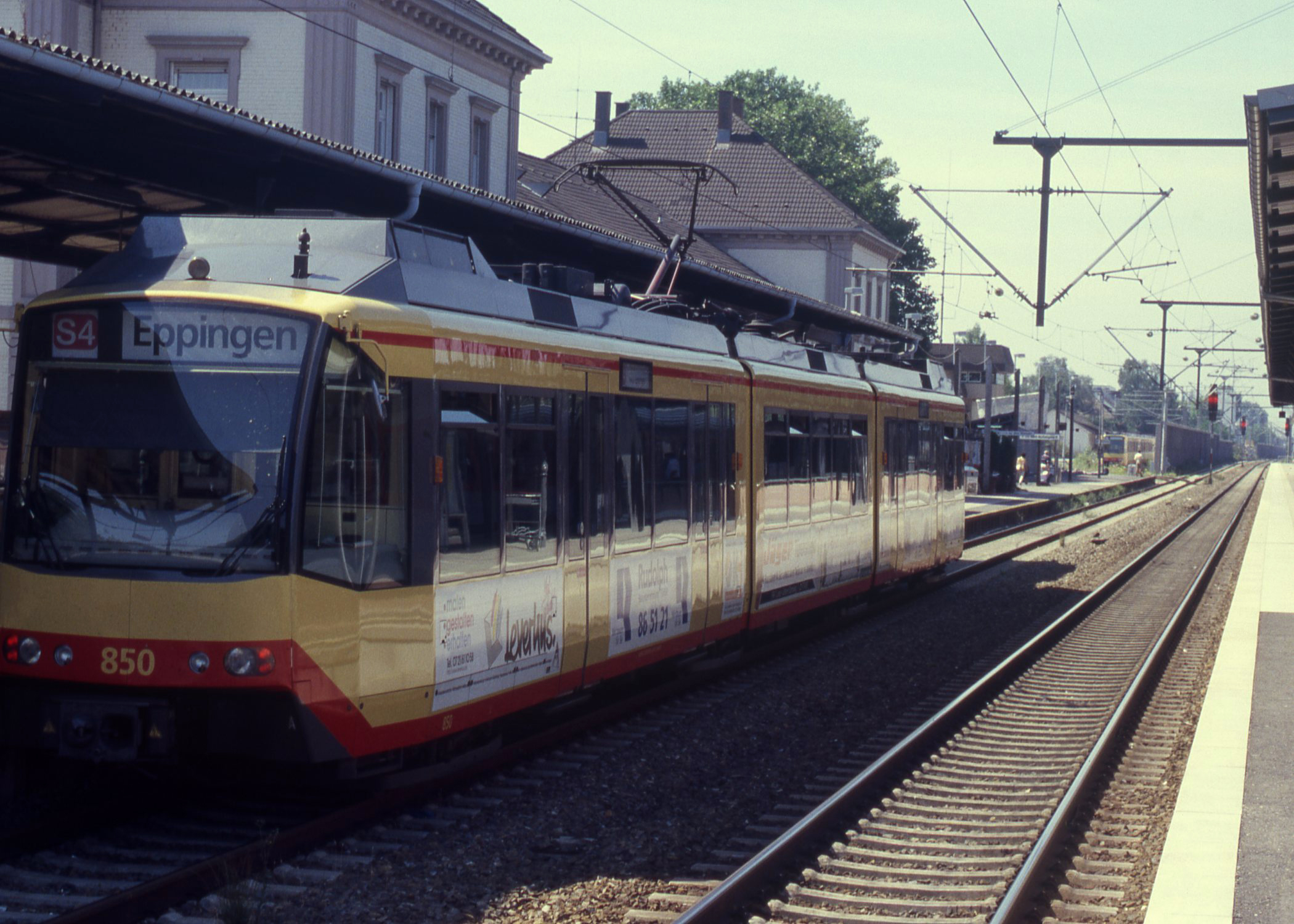
898 （2005年撮影）
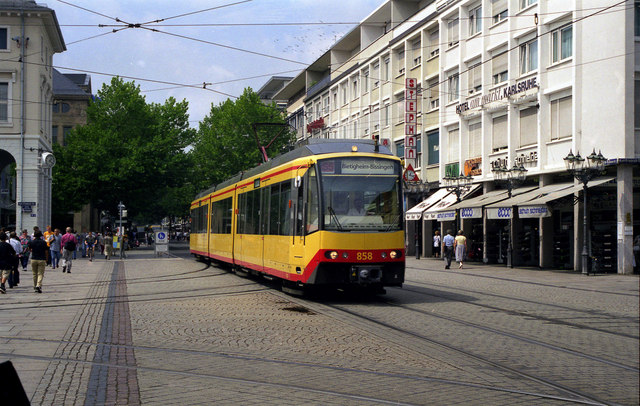
903
（2005年撮影）
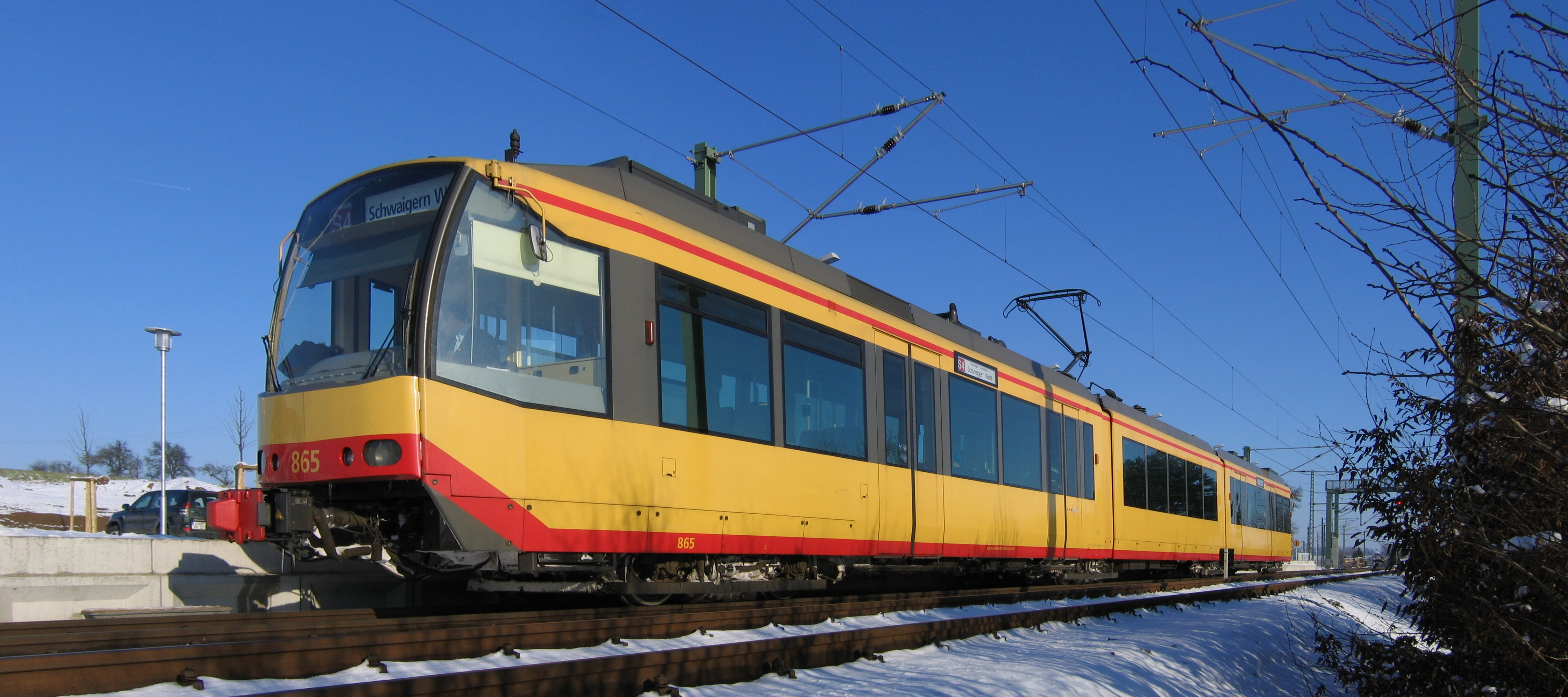
916（2019年撮影）
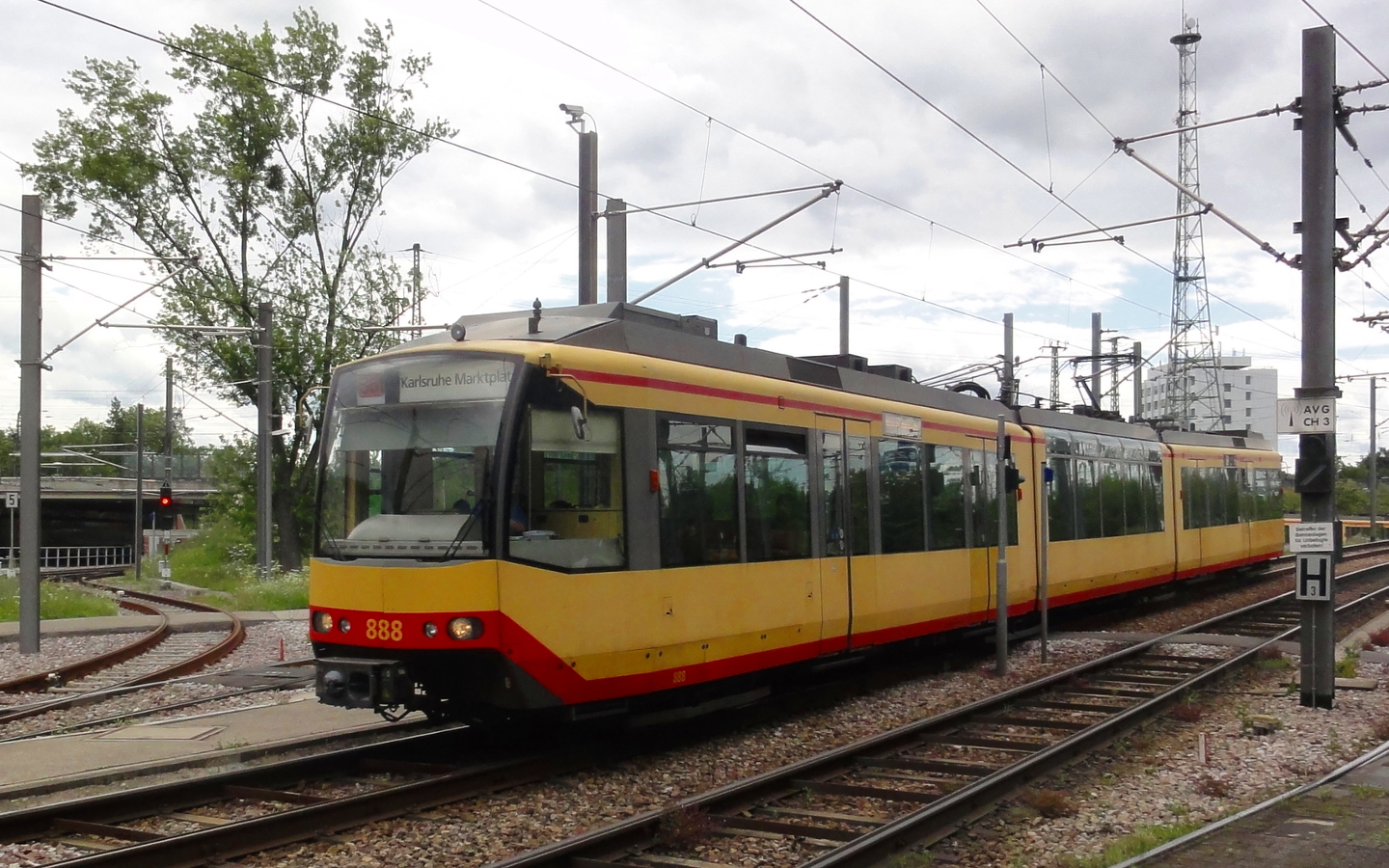
888
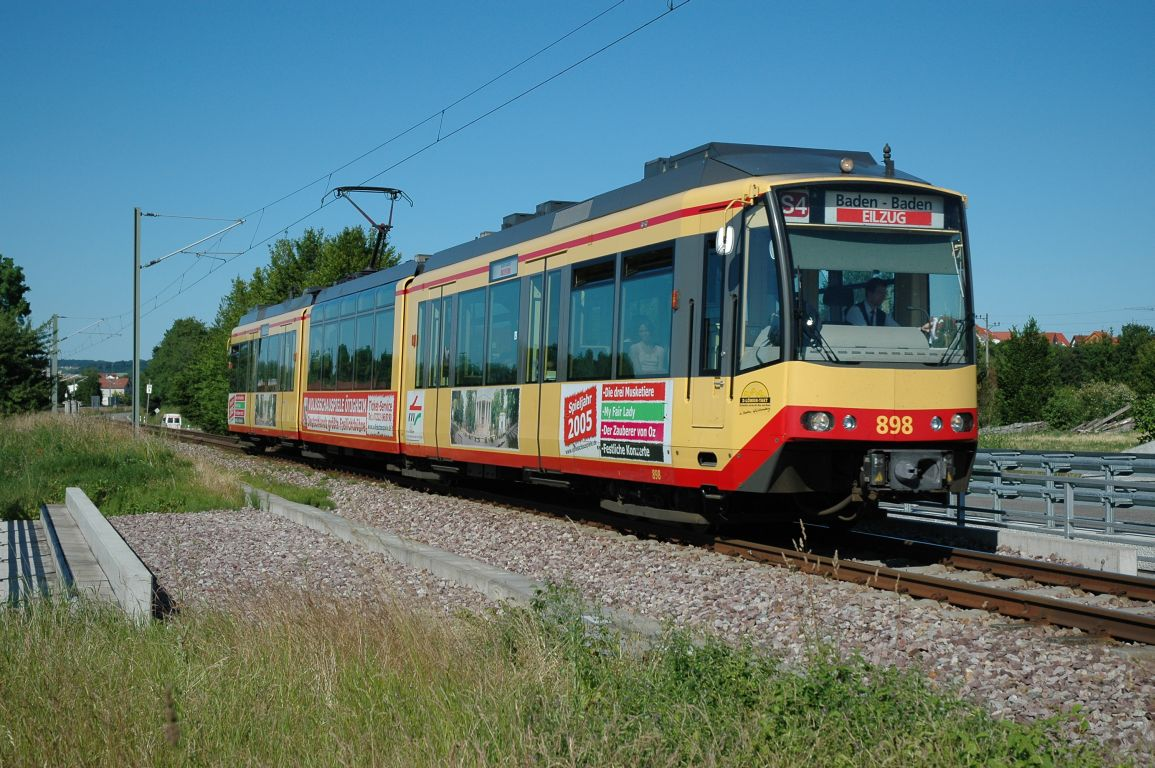
898 （2005年撮影）
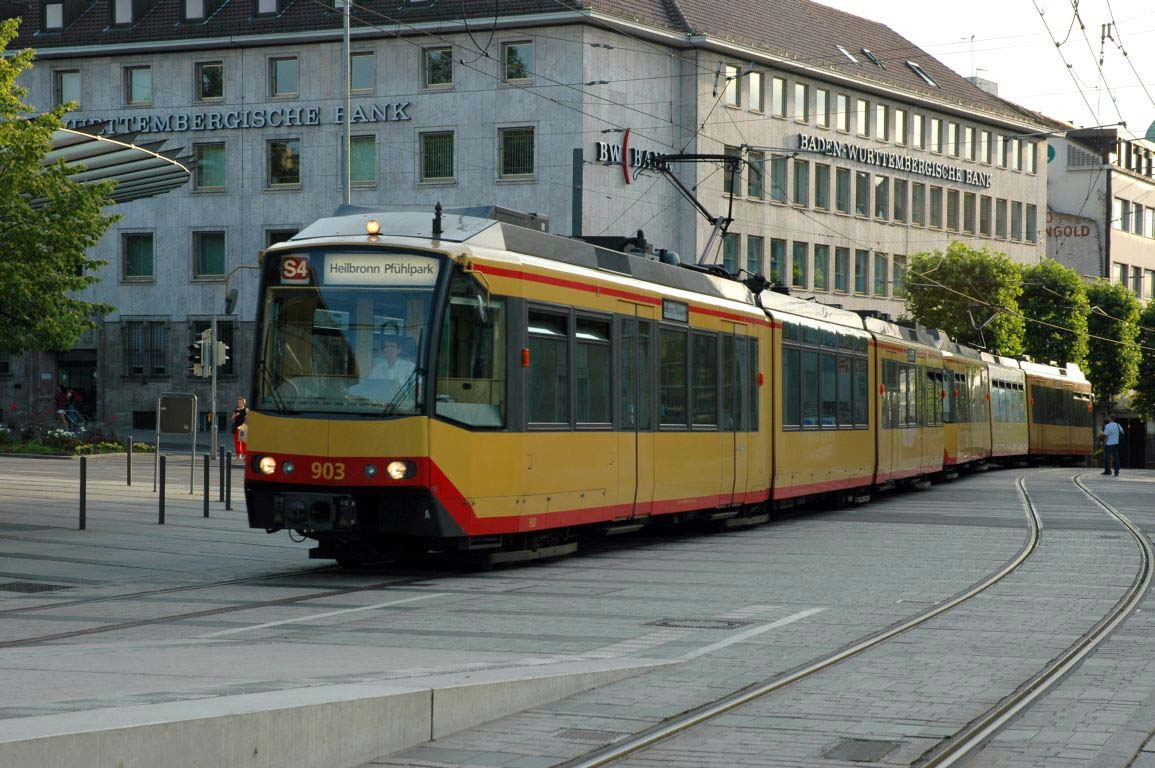
903 （2005年撮影）
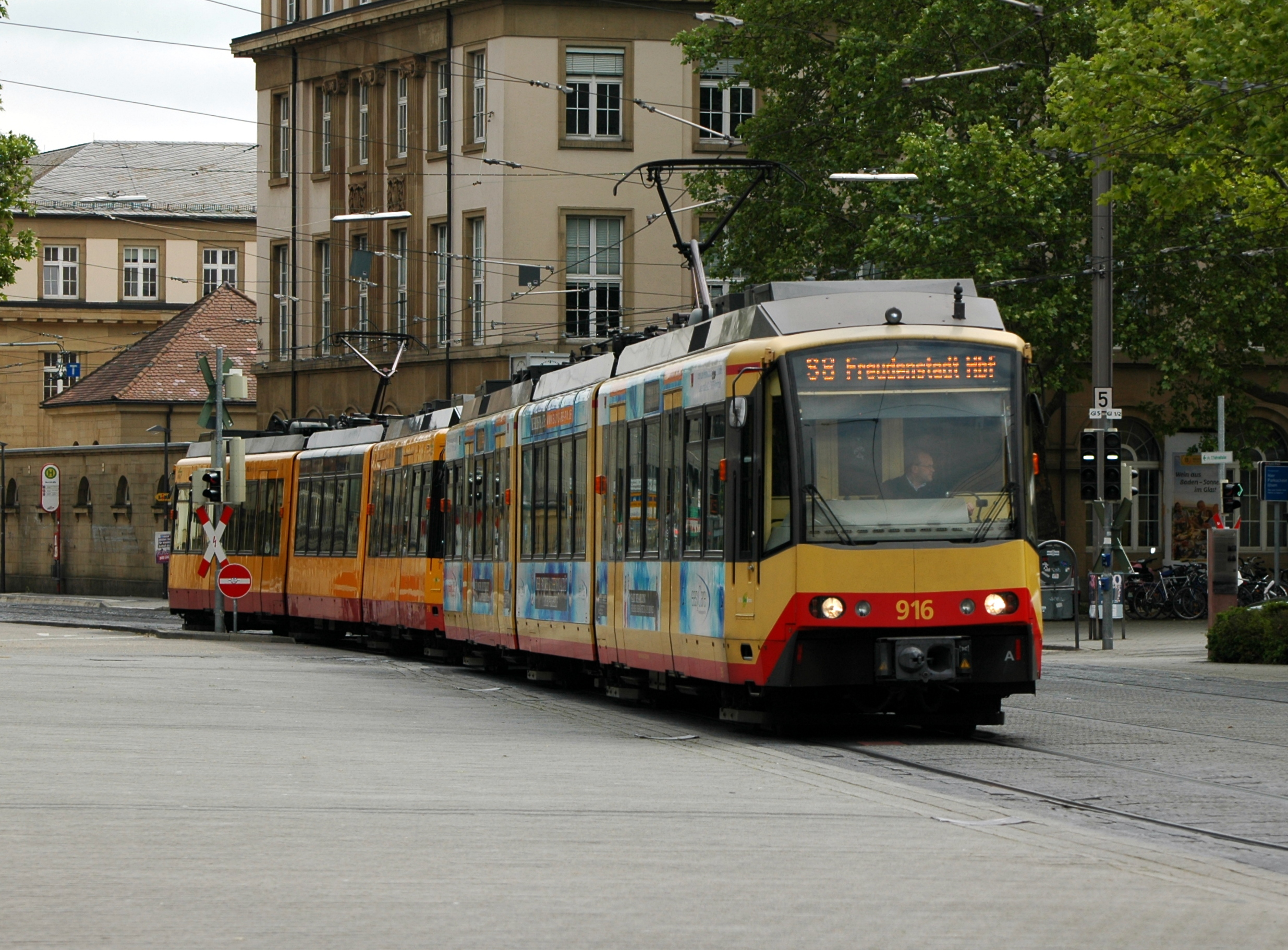
916（2019年撮影）

## 参考資料
- Jochen Allgeier (2013年2月6日). Die Entstehung des Karlsruher Stadtbahnsystems 1957 bis 2004 (Report). 2022年11月28日閲覧。